# Taje Atske Selassie
Atske Selassie Amde (amharsko ታዬ አጽቀሥላሴ), etiopski politik in diplomat, * 13. januar 1956, Dabarq.
Je etiopski diplomat in politik. 7. oktobra 2024 je postal predsednik Etiopije. Večkrat je bil veleposlanik pri Združenih narodih. Bil je tudi minister za zunanje zadeve.

## Mladost in izobraževanje
Taje se je rodil v Debarqu v Gondarju v provinci Begemder. Podiplomski študij je opravil na Univerzi v Adis Abebi in Univerzi v Lancasterju v Angliji iz politologije, mednarodnih odnosov in strateških študij.

## Diplomatska kariera
Od leta 2018 je bil stalni predstavnik Etiopije pri Združenih narodih. Pred tem je opravljal funkcijo generalnega konzula Etiopije v Los Angelesu, nato pa je opravljal strateške vloge v Washingtonu, Stockholmu in kot etiopski veleposlanik v Egiptu. 18. januarja 2023 je bil imenovan za svetovalca predsednika vlade za zunanje zadeve na ministrski ravni.
8. februarja 2024 je na mestu ministra za zunanje zadeve nasledil Demekeja Mekonnena, ki je 26. januarja odstopil.

## Predsednik Etiopije
Taje Atske Selassie je postal predsednik Etiopije 7. oktobra 2024, ko je zamenjal predsednico Sahle-Work Zewde. Ta je predčasno končala svoj mandat nekaj tednov pred uradnim iztekom. Njena odločitev za odstop je bila povezana z notranjepolitičnimi napetostmi in omejenim vplivom predsedniške funkcije. Poročila kažejo, da je bila razočarana nad stanjem v državi in omejeno možnostjo vplivanja na politične procese. Kritizirali so jo, da ni bila dovolj odločna pri odzivu na kršitve človekovih pravic med konflikti v Tigraju in drugih regijah. Sama pa je poudarjala, da si je prizadevala za mir, pravice žensk in bolj vključujočo politiko. Dodatno naj bi k odločitvi prispevale napetosti z vlado premierja Abija Ahmeda. 
Taje Atske Selassie je bil izbran kot kompromisni kandidat z diplomatskim ozadjem in dolgoletnimi izkušnjami. Njegovo imenovanje je potrdil etiopski parlament brez večjih zapletov. Funkcija predsednika je v Etiopiji večinoma simbolična, a nosi pomembno moralno in politično težo.
5. junija 2025 je na državniškem obisku gostil slovensko predsednico Natašo Pirc Musar.